# Roques Grosses
Les Roques Grosses és una muntanya de 1.528 metres que es troba al municipi de Montferrer i Castellbò, a la comarca de l'Alt Urgell.